# Capilla del Cristo (San Pablo del Monte)
La Capilla del Cristo fue un pequeño edificio de culto católico localizado en el Barrio del Cristo de Villa Vicente Guerrero, municipio de San Pablo del Monte, en el estado de Tlaxcala, México.
Construida en el siglo XVIII y con numerosas modificaciones a lo largo de los siglos XIX y XX; se encontraba catalogada como monumento histórico por el Instituto Nacional de Antropología e Historia (INAH). Fue destruida el 26 de julio de 2015, presuntamente por decisión de los habitantes del barrio.

## Destrucción
La destrucción de la Capilla del Cristo se realizó de acuerdo a las primeras investigaciones con maquinaria pesada los días 25 y 26 de julio de 2015; y el hecho fue denunciado públicamente por las autoridades del Instituto Nacional de Antropología e Historia el 28 de julio, calificándolo como un «acto de barbarie» y demandando el castigo de los responsables.
El mismo 28 de julio el Obispo de Tlaxcala Francisco Moreno Barrón, se deslindó de la destrucción asegurándo que el párroco no tenía conocimiento del hecho. Las investigaciones de la denuncia fueron realizadas inicialmente por las autoridades de Tlaxcala, sin embargo la Procuraduría General de la República anunció el día 29 que atraía la denuncia de la destrucción por tratarse de un delito federal.
Aunque inicialmente se consideraba que la capilla había sido destruida por desconocidos, las primeras investigaciones señalan que los responsables serían los denominados «mayordomos» del barrio —autoridades tradicionales encargadas de la organización del culto público y las fiestas patronales— que habrían tomado la decisión ante el presunto deterioro de la capilla, mismo que según declaraciones de los pobladores habría sido repetidamente denunciado sin que las autoridades hicieran nada por la restauración del edificio; considerando por tanto que fue una decisión colectiva, respaldada por la mayoría de los habitantes del barrio.